# Мария Йочкова
Мария Йочкова е българска просветна деятелка от Македония.

## Биография
Мария Йочкова е родена в град Прилеп, тогава в Османската империя, днес в Северна Македония. В 1896 година завършва Солунската българска девическа гимназия с шестия ѝ випуск, след което започва да преподава из Македония. 
През учебната 1912/1913 година е учителка в Енидже Вардар, след което е прогонена от гръцките власти в Свободна България.